# Escuela de Gendarmería de Chile
La Escuela de Gendarmería de Chile del General Manuel Bulnes Prieto, también comúnmente llamada Escuela de Oficiales de Gendarmería de Chile, es el plantel educacional encargado de formar a los futuros Oficiales de la institución, mejorar los niveles de formación del personal uniformado de Gendarmería de Chile, que una vez completado el curso sus egresados efectúan el "Juramento a la Bandera" y pasan ser parte del Escalafón de Oficiales Penitenciarios y son envestidos con el rango de Subteniente.

## Historia
La Escuela de Gendarmería de Chile, tuvo su origen durante el año 1928, durante el primer gobierno del General Carlos Ibáñez del Campo,  cuando mediante Decreto N.º 1.650 del 28 de agosto de 1928, se crea la Escuela de Gendarmería de Prisiones, al interior de la Penitenciaría de Santiago (construida el año 1843). Este Plantel fue solo un intento pedagógico y funcionó en forma esporádica, asistemática y con un criterio de capacitación.
Posteriormente, en el año 1944, mediante Decreto N.º 3.620 del 1 de septiembre, se crea la Escuela Penitenciaria de Chile, dependiente de la Dirección General de Prisiones. Esta tuvo más bien un carácter de orientación pedagógica con cursos de temporada.
Transcurrido una década desde la creación de la Escuela anterior, mediante Decreto N.º 775 del 9 de febrero de 1954, se crea la Escuela Técnica de los Servicios de Prisiones, cuyo establecimiento funcionó hasta el año 1975 en las dependencias de la antigua Sección Detenidos Capitán Yaber, frente a la Penitenciaría de Santiago. Esta vez el plantel formador mantiene una preponderancia a la formación, en cuanto a su planificación pedagógica, organización, dirección y control de la actividad docente, especificando sus objetivos de formación y perfeccionamiento, planificación curricular, proceso de selección y admisión.
Mediante Decreto Ley N.º 842 del 6 de enero de 1975, el Servicio de Vigilancia de Prisiones, cambia su denominación por Gendarmería de Chile, al mismo tiempo, la Escuela Técnica de los Servicios de Prisiones, a contar de ese año pasa a denominarse, Escuela de Gendarmería del “Gral. Manuel Bulnes Prieto”, e inicia sus funciones en las nuevas dependencias ubicadas en el cuadrante comprendido entre las calles Avda. Matta, Carmen, Ventura Lavalle y Artemio Gutiérrez, en terrenos de la Iglesia El Buen Pastor de la comuna de Santiago Centro.

## Misión
Formar de manera integral al personal que ingresa a la Institución, logrando en su proceso formativo el desarrollo intelectual, físico y ético de los Aspirantes a Oficiales y Gendarmes Alumnos; que se destacan por su compromiso social, excelencia profesional, capacidad de liderazgo, concepción valórica e irrestricto respeto de los derechos humanos.
La Escuela de Gendarmería “Del Gral. Manuel Bulnes P.”, de acuerdo a su normativa, tiene la misión de reclutar, seleccionar, formar y graduar al personal que ingresa a la Institución.
En esta Casa de Estudios se impartes los Cursos de Formación para Aspirantes a Oficiales y Gendarmes Alumnos, que en el futuro pasarán a formar parte de las Plantas de Oficiales Penitenciarios y Suboficiales y Gendarmes de Gendarmería de Chile.

## Visión
Institución reconocida nacional e internacionalmente por su excelencia académica y por sus aportes significativos al país en el campo de la investigación y formación en seguridad pública.

## Objetivos Estratégicos de la Escuela de Gendarmería
- Construcción del proyecto educativo Escuela de Gendarmería (PEEG).
- Rediseñar la estructura curricular sobre la base de la definición de los perfiles de ingreso y egreso de la Escuela de Gendarmería y determinar los estándares de desempeño en la búsqueda de una formación de excelencia.
- Diseñar un programa de formación permanente (perfeccionamiento y capacitación) que permita homologar al personal en ejercicio, de las diferentes plantas, con las competencias que se desarrollan en la Escuela Institucional.
- Adecuar los mecanismos para una gestión administrativa eficiente y de calidad.
- Posicionar una imagen de calidad de la Escuela de Gendarmería en el medio externo.
- Mejorar la infraestructura de la Escuela.

## Requisitos para postular a la Escuela de Gendarmería
Para poder postular y ser aceptado como un futuro oficial de la institución es necesario cumplir una serie de requisitos específicos que demuestren que quien postule sea apto para las labores y la vida penitenciaria que va desempeñar en el futuro en las cárceles del país, los requisitos son los siguientes:
- Ser chileno
- Ser soltero
- Tener entre 18 y 23 años de edad al momento de ingresar a la Escuela
- Tener cursado y aprobado el 4.º Año de Enseñanza Media
- Estatura mínima: 1,58 m mujer (descalza) y 1,65 m hombre (Descalzo)
- Salud y aptitudes compatibles con las exigencias institucionales
- Los hombres deberán tener Situación Militar al día (se recomienda haber realizado el Servicio Militar Obligatorio)
- Capacidad para integrarse a equipos de trabajo multidisciplinarios
- Vocación por el trabajo social
- Facilidad para comunicarse con distintos tipos de personas
- Tener antecedentes personales y familiares intachables

## Aniversario
El Aniversario de la Escuela de Gendarmería se encuentra normado en el Reglamento de Emblemas, otorgamiento y Uso de Condecoraciones, Medallas y Distintivos de Gendarmería de Chile, Resolución N.º 1.612  Ex., del 26.08.1989, señalado en el Título I, artículo 5º,  y corresponde al 11 de octubre de cada año.

## Evolución Administrativa de la Escuela de Gendarmería
| Nombre de la Escuela                                   | Decreto            | Fecha      |
| ------------------------------------------------------ | ------------------ | ---------- |
| Escuela de Gendarmería de Prisiones                    | N.º 1.650          | 28.08.1928 |
| Escuela de Penitenciaria de Chile                      | N.º 3.620          | 01.09.1944 |
| Escuela Técnica de los Servicios de Prisiones          | N.º 775            | 09.02.1954 |
| Escuela de Gendarmería del Gral. Manuel Bulnes Prieto. | N.º 842            | 06.01.1975 |
| Academia Superior de Estudios Penitenciarios           | RES. EX. N.º 2.986 | 16.12.1997 |
| Escuela de Formación Penitenciaria                     | RES. EX. N.º 1.103 | 24.03.2004 |